# Frasse
Frasse (prononciation : [ˈfrasə]) est un patronyme français et suisse qui trouve son origine dans la langue arpitane et qui a pour signification « frêne », provenant du latin impérial FRAXINUS.

## Familles
- Famille Frasse ; attestée depuis ±1675, originaire de Rochefort, dans le Canton de Neuchâtel en Suisse[4].
- Famille Frasse; attestée depuis le XIXe siècle à New York, aux États-Unis. Descendants de la famille suisse ci-dessus, dont :
  - Alexander Frasse, cinéaste et scénariste américain[5] ;
- Famille Frasse; attestée depuis ±1517, originaire de Saint-Alban-des-Villards[6], dans la province historique de Maurienne, en Savoie, France. De cette famille Frasse, les noms de famille suivants ont émergé en tant que branches distinctes, formant de nouveaux binoms :
  - Frasse-Barraquin (depuis 1788) ; famille éteinte
  - Frasse-Bottin (depuis 1787) ; famille éteinte
  - Frasse-Botton (depuis ± 1672) ; famille éteinte
  - Frasse-Mathon (depuis 1676), notamment porté par :
    - Michaël Frasse-Mathon, réalisateur et scénariste français[7];

  - Frasse-Pérange (avant 1814)
  - Frasse-Sombet (depuis 1732), notamment porté par :
    - Adrien Frasse-Sombet (1983), un violoncelliste français ;
    - Coralie Frasse-Sombet (1991), skieuse alpine française[8].